# Tarrare

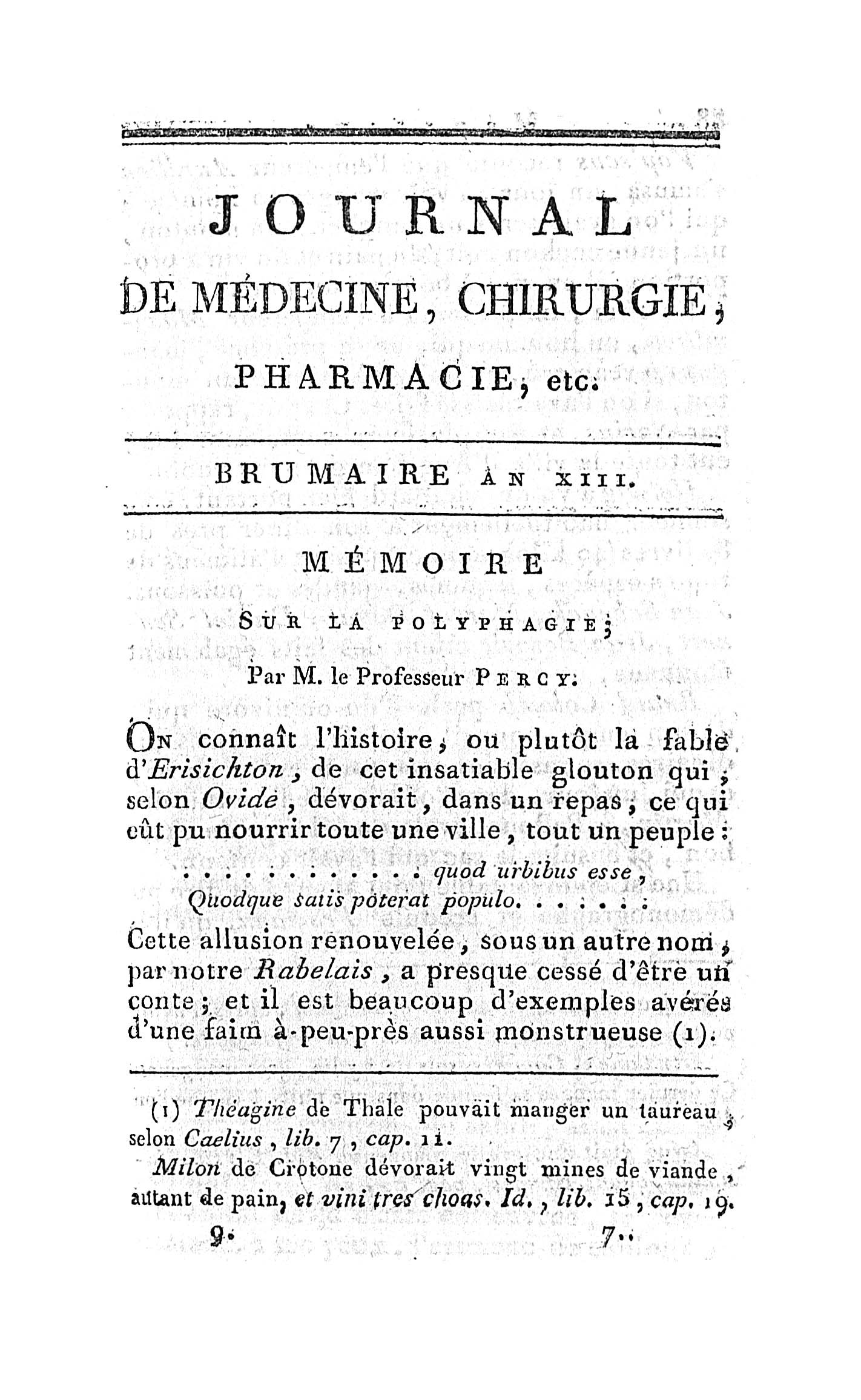
O artigo original do barão Percy sobre a história médica de Tarrare, Mémoire sur la polyphagie (1805).

Tarrare (c. 1772—1798), às vezes escrito Tarare, foi um soldado francês, conhecido por seus hábitos alimentares incomuns. Tendo a capacidade de comer grandes quantidades de carne, ele estava constantemente faminto; seus pais não podiam sustentá-lo, então ele deixou sua família ainda na adolescência. Viajou pela França na companhia de uma gangue de ladrões e prostitutas até se tornar um charlatão viajante; ele engolia rolhas, pedras, animais vivos e uma cesta cheia de maçãs. Foi, então, para Paris, onde trabalhou como um artista de rua.
Ao início da Primeira Coligação, Tarrare entrou para o Exército Revolucionário Francês. Como as rações militares eram incapazes de saciar seu grande apetite, ele comia qualquer alimento disponível em calhas e latas de montes de lixo, porém sua condição continuava se deteriorando pela fome. Sofrendo de exaustão, ele foi hospitalizado e se tornou objeto de estudos e experimentos médicos para testar sua capacidade de comer, nos quais, entre outras coisas, Tarrare comeu uma refeição que serviria 15 pessoas de uma só vez, gatos, cobras, lagartos e filhotes de cães vivos e, até mesmo, uma enguia inteira sem sequer mastigar. Apesar de sua dieta incomum, Tarrare tinha tamanho normal e não aparentava sinais de doença mental, apesar de ser descrito como uma pessoa de temperamento apático.
O general Alexandre de Beauharnais decidiu utilizar as habilidades de Terrare, então ele foi empregado como mensageiro pelo Exército Revolucionário Francês, com a intenção de que ele poderia engolir documentos, passar através de linhas inimigas e recuperá-los, uma vez a salvo em seu destino. Infelizmente, Tarrere não falava alemão, e em sua primeira missão foi capturado pelo exército da Prússia, severamente torturado e submetido a uma execução simulada antes de retornar às forças francesas.
Castigado pelas experiências, ele concordou em se submeter a diversos procedimentos que poderiam curar seu apetite, sendo tratado com láudano, pílulas de tabaco, vinagre de vinho e ovos levemente cozidos. Os procedimentos falharam e os médicos não conseguiram mantê-lo em uma dieta controlada; ele vasculhava por restos de comida em açougues e chegou a tentar beber o sangue de outros pacientes no hospital, além de comer corpos no necrotério. Após se tornar suspeito de comer uma criança, foi expulso do hospital. Reapareceu anos mais tarde em Versalhes sofrendo de uma severa tuberculose, morrendo pouco tempo depois, tendo sofrido de uma diarreia exsudativa.

## Infância
Tarrare nasceu em uma região rural da França, próximo a Lyon, por volta de 1772. A data de nascimento dele não foi registrada e não se sabe se Tarrare é seu verdadeiro nome ou apelido.
Quando criança, Tarrare tinha enorme apetite e, já na adolescência, poderia comer um quarto de boi, o equivalente ao seu próprio peso, em um único dia. A esta época, seus pais não tinham condições de sustentá-lo, assim o forçaram a sair de casa. Por alguns anos, após viajar o país acompanhado de um bando de ladrões e prostitutas, começou a roubar para alimentar-se. Em seguida estaria se apresentando nas ruas. Suas habilidades chamavam a atenção das pessoas, que assistiam a ele nas ruas, comendo rolhas, pedras, animais vivos e engolindo um cesta cheia de maçãs, uma após a outra. Comia vorazmente, tendo uma particular predileção por carne de cobras.
Em 1788, Tarrare mudou-se para Paris, trabalhando como artista de rua. Sendo bem sucedido na maioria das vezes, em uma singular ocasião, sofreu de uma severa obstrução intestinal, quando alguns espectadores o levaram para o hospital Hôtel-Dieu, onde foi tratado com fortes laxantes. Ainda no hospital, após estar recuperado, Tarrare ofereceu demonstrar suas habilidades comendo o relógio e a corrente do cirurgião M. Giraud, que não ficou impressionado e disse que caso Tarrare fizesse tal coisa, ele o abriria para recuperar seus bens.

## Aparência e comportamento
Apesar da dieta incomum, Tarrare era magro e de estrutura média. Aos 17 anos, pesava apenas 45 kg. Ele foi descrito como um homem de cabelos claros excepcionalmente suaves e uma boca anormalmente grande, onde os dentes eram muito manchados e os lábios quase invisíveis. Quando não comia, sua pele ficava tão solta que ele poderia puxá-la do abdômen e envolvê-la ao redor de sua cintura. E, quando cheio, seu abdômen distendia-se "como um enorme balão". A pele de suas bochechas era enrugada e caída e, quando esticada, podia segurar uma dúzia de ovos ou maçãs em sua boca. Seu corpo era quente ao toque e ele suava muito e constantemente, sofrendo de forte odor corporal; ele era descrito como mau-cheiroso "a ponto de não ser suportado sem uma distância de vinte passos". Tal cheiro era ainda mais notado após as refeições. Esse cheiro ficaria consideravelmente pior depois que ele comia; quando seus olhos e bochechas tomavam uma coloração avermelhada e um vapor visível surgia de seu corpo, ele se tornava letárgico e, durante esse momento, ele arrotava sonoramente e suas mandíbulas continuavam fazendo movimentos de deglutição. Ele sofria de diarreia crônica, a qual era descrita como "fétida além de qualquer concepção". Apesar da enorme ingestão de alimentos, não apresentava vômitos ou sobrepeso. Apesar de seus hábitos alimentares, ele não apresentava sinais de doenças mentais ou comportamentos incomuns, a não ser um temperamento apático com uma "completa falta de força e ideias".
A causa do comportamento de Tarrare não é conhecida. Embora existam outros casos documentados de comportamento similar no período, nenhum deles, além de Tarrare, foi autopsiado e não houve casos documentados modernos que se assemelhem ao de Tarrare. O hipertireoidismo pode induzir um apetite extremo, perda de peso rápida, transpiração profusa, intolerância ao calor e cabelos finos. Bondeson (2006) especula que Tarrare sofria de uma amígdala danificada; sabe-se que lesões na amígdala em animais podem induzir à polifagia.

## Serviço militar
No início da guerra da Primeira Coalizão, Tarrare se juntou ao Exército Revolucionário Francês. Infelizmente para ele, as rações militares eram insuficientes para satisfazer seu apetite. Desempenhava tarefas para outros soldados em troca de uma parte de suas rações e escavava montes de esterco em busca de restos, mas isto não era suficiente para satisfazê-lo. Sofrendo de extrema exaustão, foi internado no hospital militar de Soultz-Haut-Rhin. Passou a receber quatro rações, mas permanecia com fome; Tarrare buscava comida no lixo, comia os restos de comida deixados por outros pacientes e entrava no quarto do apotecário para comer os cataplasmas. Os cirurgiões militares não conseguiam entender o apetite dele; Tarrare foi condenado a permanecer no hospital militar para participar de experimentos fisiológicos projetados pelo Dr. Courville (cirurgião do 9º Regimento Hussar) e George Didier, Barão Percy, cirurgião-chefe do hospital.

"Os cachorros e os gatos fugiam de terror ao seu aspecto, como se tivessem antecipado o tipo de destino que ele estava preparando para eles."

Barão Percy
Courville e Percy decidiram testar a capacidade de alimentação de Tarrare. Uma refeição foi preparada por 15 trabalhadores perto dos portões do hospital; embora geralmente o pessoal do hospital contivesse Tarrare na presença de alimentos, nesta ocasião, Courville permitiu que chegasse à mesa sem ser perturbado. Comeu toda a refeição de duas grandes tortas de carne, pratos de gordura e sal, além de quatro litros de leite. Imediatamente depois, adormeceu; Courville observou que a barriga de Tarrare ficou tensa e inflada como um balão grande. Em outra ocasião, Tarrare foi apresentado a um gato vivo. Rasgou o abdômen do gato com os dentes e bebeu seu sangue, e passou a comer o gato inteiro, além de seus ossos, antes de vomitar os pelos e a pele do animal. Após isto, a equipe do hospital ofereceu a Tarrare uma variedade de outros animais, incluindo cobras, lagartos e filhotes de cachorros; todos foram devorados; também engoliu uma enguia inteira sem mastigar, tendo primeiro esmagado a cabeça com os dentes.

### Serviço como mensageiro militar
Depois de vários meses como um caso experimental, as autoridades militares começaram a pressionar para que Tarrare fosse devolvido ao serviço ativo. O Dr. Courville estava interessado em continuar suas pesquisas sobre os hábitos alimentares e o sistema digestivo de Tarrare e se aproximou do general Alexandre de Beauharnais, ao sugerir que as habilidades e comportamentos incomuns de Tarrare poderiam ser usados no campo militar. Um documento foi colocado dentro de uma caixa de madeira que, por sua vez, foi devorada por Tarrare. Dois dias depois, a caixa foi recuperada de seus excrementos, com o documento ainda em condições legíveis. Courville propôs a Beauharnais que Tarrare poderia servir como um mensageiro militar, carregando documentos de forma segura através do território inimigo sem risco de ser interceptado.
Tarrare foi convocado por Beauharnais para demonstrar suas habilidades perante uma reunião dos comandantes do Exército do Reno. Depois de ter engolido uma caixa com sucesso, Tarrare recebeu um carrinho de mão com 14 quilos de pulmões e fígados crus de touro como recompensa, que imediatamente comeu na frente dos generais reunidos.
Após esta demonstração bem-sucedida, tornou-se empregado oficial, como espião do Exército do Reno. Embora o general de Beauharnais estivesse convencido da capacidade física de Tarrare de transportar mensagens internamente, estava preocupado com seu estado mental e relutante em confiar-lhe, ao menos inicialmente, importantes documentos militares. Tarrare recebeu a ordem, como sua primeira tarefa, de levar uma mensagem para um coronel francês preso pelos prussianos perto de Neustadt; foi informado de que os documentos eram de grande significado militar, mas, na realidade, Beauharnais tinha apenas escrito uma nota perguntando ao coronel para confirmar que a mensagem foi recebida com sucesso e, se assim fosse, que devolvesse uma resposta de qualquer informação potencialmente útil sobre movimentos de tropas prussianas.
Tarrare cruzou as linhas prussianas sob a escuridão, disfarçado de camponês alemão. Incapaz de falar alemão, logo atraiu a atenção dos moradores locais, que alertaram as autoridades prussianas e foi capturado fora de Landau. Uma busca não encontrou nada suspeito em sua pessoa e, apesar de ser chicoteado por soldados prussianos, se recusou a trair sua missão. Trazido ao comandante prussiano local, o general Zoegli, novamente se recusou a conversar e foi preso. Após 24 horas de cativeiro, cedeu e explicou o esquema aos seus captores. Foi acorrentado a uma latrina e finalmente, 30 horas depois de ser engolida, a caixa de madeira surgiu. Zoegli estava furioso quando percebeu que os documentos, que Tarrare havia dito que continham inteligência militar vital, eram apenas uma mensagem falsa de Beauharnais. Tarrare foi levado para uma forca e uma corda foi colocada ao redor de seu pescoço. (Algumas fontes afirmam que Zoegli nunca recuperou a caixa, já que Tarrare teria se recuperado e comido as fezes que continham a caixa antes de poder ser apreendida pelos prussianos.) No último minuto, Zoegli cedeu e Tarrare foi retirado da forca e deixado perto das linhas francesas.

## Tentativas de cura
Após este incidente, Tarrare estava desesperado por evitar o serviço militar e voltou para o hospital, dizendo a Percy que tentaria qualquer possível cura para o seu apetite incontrolável. Percy tratou-o com láudano, sem sucesso; outros tratamentos com vinagre de vinho e pílulas de tabaco também não tiveram êxito. Após essas falhas, Percy alimentou Tarrare com grandes quantidades de ovos cozidos, mas isso também não conseguiu suprimir o apetite. Os esforços para mantê-lo em qualquer tipo de dieta controlada falharam; ele saía do hospital para procurar por restos de açougues e lutar contra cães vadios em vielas e montes de lixo. Ele também foi pego várias vezes no hospital bebendo de pacientes submetidos a sangria e tentando comer os corpos que estavam no mortuário do hospital. Outros médicos acreditavam que Tarrare estava mentalmente doente e pressionaram para que ele fosse transferido para um hospital psiquiátrico, mas Percy estava ansioso para continuar suas experiências e Tarrare permaneceu no hospital militar.
Depois de algum tempo, uma criança de 14 meses de idade desapareceu do hospital e Tarrare foi imediatamente considerado o primeiro suspeito. Percy não conseguiu ou não estava disposto a defendê-lo e a equipe expulsou Tarrare do hospital, ao qual nunca voltou.

## Morte
Quatro anos depois, em 1798, M. Tessier, do hospital de Versalhes, entrou em contato com Percy para avisá-lo de que um paciente dele desejava vê-lo. Era Tarrare, agora acamado e fraco. Tarrare disse a Percy que tinha engolido um garfo dourado dois anos antes, o qual ele acreditava estar alojado dentro dele e causando sua fraqueza atual. Ele esperava que Percy pudesse encontrar alguma maneira de removê-lo. Percy, no entanto, reconheceu nele os sintomas de uma tuberculose avançada. Um mês depois, Tarrare começou a sofrer de diarreia exsudativa contínua, morrendo pouco depois.
O cadáver apodreceu rapidamente; os cirurgiões do hospital se recusaram a dissecá-lo. Tessier, no entanto, queria descobrir como Tarrare diferia das outras pessoas internamente e também estava curioso sobre se o garfo dourado estava realmente alojado dentro do corpo. Na autópsia, o esôfago de Tarrare estava anormalmente largo e, quando seus maxilares foram abertos, os cirurgiões podiam ver um canal largo no estômago. Seu corpo foi encontrado cheio de pus, seu fígado e vesícula biliar eram anormalmente grandes e seu estômago era enorme, coberto de úlceras e preenchendo a maior parte de sua cavidade abdominal.
O garfo nunca foi encontrado.